# Pingliang
Pingliang (em chinês 平凉) é uma cidade da República Popular da China, localizada na província de Gansu. 